# Liste der Kategorie-A-Bauwerke in Moray

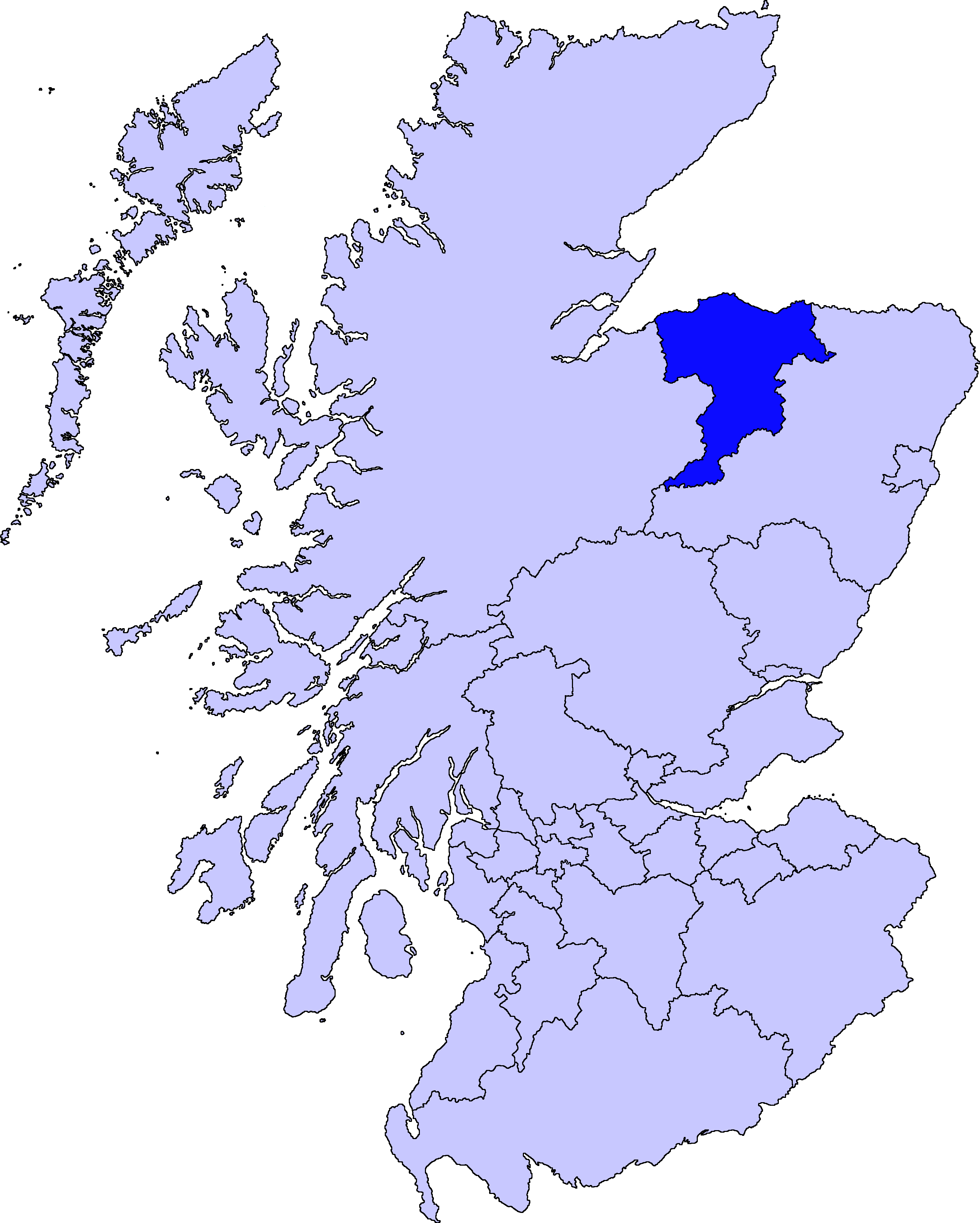
Lage von Moray in Schottland

Die Liste der Kategorie-A-Gebäude in Moray umfasst sämtliche in der Kategorie A eingetragenen Baudenkmäler in der schottischen Council Area Moray. Die Einstufung wird anhand der Kriterien von Historic Scotland vorgenommen, wobei in die höchste Kategorie A Bauwerke von nationaler oder internationaler Bedeutung einsortiert sind. In Moray sind derzeit 109 Bauwerke in der Kategorie A gelistet.
| Name                                       | Lage                                                      | Typ                        | Eintrag | Bild                                       |
| ------------------------------------------ | --------------------------------------------------------- | -------------------------- | ------- | ------------------------------------------ |
| Gordon Tomb                                | nahe Fochabers 57° 38′ 3,2″ N, 3° 5′ 4,8″ W               | Mausoleum                  | 1539    | Gordon Tomb                                |
| Gordon Chapel                              | Fochabers 57° 36′ 54,7″ N, 3° 5′ 47,3″ W                  | Kirche                     | 1549    | Gordon Chapel                              |
| Milne’s Primary School                     | Fochabers 57° 36′ 42″ N, 3° 5′ 29,1″ W                    | Schule                     | 1560    | Milne’s Primary School                     |
| East Lodge von Gordon Castle               | Fochabers 57° 36′ 50,2″ N, 3° 5′ 33,5″ W                  | Wohngebäude                | 1584    | East Lodge                                 |
| Gordon Castle                              | nahe Fochabers 57° 37′ 17,3″ N, 3° 5′ 19,2″ W             | Herrenhaus                 | 1595    | Gordon Castle                              |
| Turm von Gordon Castle                     | nahe Fochabers 57° 37′ 16,8″ N, 3° 5′ 25″ W               | Turm                       | 1596    | Turm von Gordon Castle                     |
| Tugnet Salmon Fishing Station              | Spey Bay 57° 40′ 24,3″ N, 3° 5′ 33,1″ W                   | Industriebauwerk           | 1604    | Tugnet Salmon Fishing Station              |
| Tugnet Ice House                           | Spey Bay 57° 40′ 25″ N, 3° 5′ 36,7″ W                     | Industriebauwerk           | 1605    | Tugnet Ice House                           |
| St Ninian’s Church                         | nahe Bridge of Tynet 57° 38′ 12,9″ N, 3° 2′ 31,1″ W       | Kirche                     | 1609    | St Ninian’s Church                         |
| Bellie Kirk                                | Fochabers 57° 36′ 49,9″ N, 3° 5′ 52,5″ W                  | Kirche                     | 1616    | Bellie Kirk                                |
| West Lodge von Gordon Castle               | Fochabers 57° 37′ 0,6″ N, 3° 6′ 4,5″ W                    | Wohngebäude                | 1621    | West Lodge                                 |
| Gutshof von Gordon Castle                  | nahe Fochabers 57° 37′ 3,7″ N, 3° 4′ 57,1″ W              | Bauernhof                  | 1623    | Gutshof von Gordon Castle                  |
| Lakeside House                             | nahe Fochabers 57° 37′ 4,7″ N, 3° 5′ 40,6″ W              | Wohngebäude                | 1628    |                                            |
| Swiss Cottage von Gordon Castle            | nahe Fochabers 57° 37′ 16,9″ N, 3° 3′ 24,8″ W             | Wohngebäude                | 1635    |                                            |
| Dunphail House                             | nahe Edinkillie 57° 30′ 34,8″ N, 3° 39′ 13,9″ W           | Villa                      | 2171    |                                            |
| Edinkillie House                           | Edinkillie 57° 29′ 54,8″ N, 3° 38′ 9,1″ W                 | Pfarrhaus                  | 2188    | Edinkillie House                           |
| Friedhof der Old Church of St John         | nahe Lintmill 57° 38′ 31,8″ N, 2° 49′ 27,6″ W             | Friedhof                   | 2209    | Friedhof der Old Church of St John         |
| Cullen Old Church                          | Cullen 57° 41′ 3,6″ N, 2° 49′ 40,7″ W                     | Kirche                     | 2218    | Cullen Old Church                          |
| Cullen House                               | Cullen 57° 41′ 3,6″ N, 2° 49′ 40,7″ W                     | Herrenhaus                 | 2219    | Cullen House                               |
| Cullen House Bridge                        | Cullen 57° 40′ 59,7″ N, 2° 49′ 49″ W                      | Brücke                     | 2220    | Cullen House Bridge                        |
| Torzufahrt von Cullen House                | Cullen 57° 40′ 51,3″ N, 2° 49′ 28,3″ W                    | Tor                        | 2227    |                                            |
| Gordonstoun                                | nahe Lossiemouth 57° 42′ 11,7″ N, 3° 22′ 12,6″ W          | Schule                     | 2239    | Gordonstoun                                |
| St Michael’s Kirk                          | nahe Lossiemouth 57° 42′ 10,5″ N, 3° 21′ 21,7″ W          | Kirche                     | 2242    | St Michael’s Kirk                          |
| Round Square                               | nahe Lossiemouth 57° 42′ 8,6″ N, 3° 22′ 17″ W             | Bauernhof                  | 2244    | Round Square                               |
| Brodie Castle                              | nahe Dyke 57° 35′ 54″ N, 3° 42′ 32″ W                     | Herrenhaus                 | 2260    | Brodie Castle                              |
| Dyke Parish Church                         | Dyke 57° 36′ 15,9″ N, 3° 41′ 30,3″ W                      | Kirche                     | 2269    | Dyke Parish Church                         |
| Moy House                                  | nahe Forres 57° 37′ 8,2″ N, 3° 39′ 1,1″ W                 | Herrenhaus                 | 2275    | Moy House                                  |
| Stallungen von Moy House                   | nahe Forres 57° 37′ 14,4″ N, 3° 38′ 52,8″ W               | Stallungen                 | 2276    |                                            |
| Darnaway Castle                            | nahe Forres 57° 34′ 27,5″ N, 3° 40′ 58,1″ W               | Herrenhaus                 | 2283    | Darnaway Castle                            |
| East Lodge von Darnaway Castle             | nahe Forres 57° 35′ 28,1″ N, 3° 41′ 3,4″ W                | Wohngebäude                | 2287    |                                            |
| West Lodge von Darnaway Castle             | nahe Dyke 57° 34′ 46″ N, 3° 42′ 54,3″ W                   | Wohngebäude                | 2288    |                                            |
| Birnie Kirk                                | nahe Elgin 57° 36′ 41,2″ N, 3° 19′ 47,2″ W                | Kirche                     | 2294    | Birnie Kirk                                |
| Drummuir Castle                            | Drummuir 57° 28′ 58,2″ N, 3° 2′ 59,7″ W                   | Herrenhaus                 | 2296    |                                            |
| Mill of Towie                              | nahe Keith 57° 30′ 41,2″ N, 2° 59′ 26,1″ W                | Mühle                      | 2303    | Mill of Towie                              |
| Arndilly House                             | nahe Craigellachie 57° 30′ 30,7″ N, 3° 11′ 8,3″ W         | Herrenhaus                 | 2314    | Arndilly House                             |
| Boat of Brig Tollhouse                     | nahe Mulben 57° 33′ 1,3″ N, 3° 8′ 23,6″ W                 | Mauthaus                   | 2324    | Boat of Brig Tollhouse                     |
| Milton Brodie House                        | nahe Kinloss 57° 38′ 50,5″ N, 3° 31′ 22,3″ W              | Herrenhaus                 | 2336    | Milton Brodie House                        |
| Kellas House                               | Kellas 57° 34′ 3,9″ N, 3° 23′ 45,8″ W                     | Villa                      | 2345    | Kellas House                               |
| Aberlour House                             | Aberlour 57° 28′ 37,5″ N, 3° 12′ 12,4″ W                  | Herrenhaus                 | 2349    | Aberlour House                             |
| East Lodge von Aberlour House              | nahe Aberlour 57° 28′ 49″ N, 3° 11′ 57,2″ W               | Wohngebäude                | 2352    |                                            |
| West Lodge von Aberlour House              | Aberlour 57° 28′ 34,4″ N, 3° 12′ 39,2″ W                  | Wohngebäude                | 2353    |                                            |
| Old Craigellachie Bridge                   | Craigellachie 57° 29′ 28,7″ N, 3° 11′ 38″ W               | Brücke                     | 2357    | Old Craigellachie Bridge                   |
| Pittendreich Dovecot                       | nahe Elgin 57° 38′ 2,4″ N, 3° 20′ 55,2″ W                 | Taubenhaus                 | 8439    |                                            |
| Pluscarden Abbey                           | nahe Elgin 57° 36′ 1″ N, 3° 26′ 14″ W                     | Kloster                    | 8441    | Pluscarden Abbey                           |
| Ballindalloch Castle                       | Ballindalloch 57° 24′ 42,5″ N, 3° 22′ 9,5″ W              | Herrenhaus                 | 8449    | Ballindalloch Castle                       |
| Taubenhaus von Ballindalloch Castle        | Ballindalloch 57° 24′ 48,5″ N, 3° 22′ 15,2″ W             | Taubenhaus                 | 8450    | Taubenhaus von Ballindalloch Castle        |
| Scalan College                             | nahe Tomintoul 57° 15′ 34,7″ N, 3° 15′ 1,7″ W             | Priesterseminar            | 8453    | Scalan College                             |
| Swiss Cottage von Ballindalloch Castle     | Ballindalloch 57° 24′ 23,9″ N, 3° 21′ 44,1″ W             | Wohngebäude                | 8460    |                                            |
| Bridge of Avon                             | Ballindalloch 57° 24′ 21,6″ N, 3° 21′ 39,1″ W             | Brücke                     | 8462    | Bridge of Avon                             |
| Ballindalloch Railway Bridge               | nahe Ballindalloch 57° 24′ 50,2″ N, 3° 23′ 7,4″ W         | Brücke                     | 8466    | Ballindalloch Railway Bridge               |
| Church of Our Lady of Perpetual Succour    | Chapeltown of Glenlivet 57° 16′ 23,7″ N, 3° 15′ 33″ W     | Kirche                     | 8470    | Church of Our Lady of Perpetual Succour    |
| Church of The Incarnation                  | nahe Tomnavoulin 57° 18′ 53,7″ N, 3° 18′ 4,8″ W           | Kirche                     | 8476    | Church of The Incarnation                  |
| North Mill                                 | nahe Tomintoul 57° 15′ 35,9″ N, 3° 15′ 5,8″ W             | Mühle                      | 8484    |                                            |
| Carron Bridge                              | Carron 57° 27′ 14,9″ N, 3° 17′ 38,4″ W                    | Brücke                     | 8495    | Carron Bridge                              |
| Grange Hall                                | nahe Kinloss 57° 37′ 29,6″ N, 3° 34′ 9,1″ W               | Herrenhaus                 | 8661    |                                            |
| East Grange Mill                           | nahe Kinloss 57° 38′ 9,2″ N, 3° 31′ 1,9″ W                | Mühle                      | 8665    | East Grange Mill                           |
| Scheune der Kinloss Home Farm              | Kinloss 57° 38′ 1,1″ N, 3° 34′ 4,5″ W                     | Scheune                    | 8678    |                                            |
| Dallas Dhu                                 | nahe Forres 57° 35′ 22,2″ N, 3° 36′ 51,9″ W               | Industriebauwerk           | 8689    | Dallas Dhu                                 |
| Findhorn Viaduct                           | Forres 57° 36′ 26,4″ N, 3° 38′ 28,5″ W                    | Brücke                     | 8690    | Findhorn Viaduct                           |
| Invererne House                            | nahe Forres 57° 37′ 29″ N, 3° 37′ 18,1″ W                 | Herrenhaus                 | 8692    | Inverne House                              |
| Ballantruan                                | nahe Tomintoul 57° 18′ 35,7″ N, 3° 25′ 2″ W               | Bauernhaus                 | 8918    |                                            |
| Knockando Woolmill                         | Knockando 57° 27′ 57,9″ N, 3° 21′ 19,4″ W                 | Mühle                      | 13624   | Knockando Woolmill                         |
| Innes House                                | nahe Lhanbryde 57° 40′ 9,1″ N, 3° 12′ 35,2″ W             | Herrenhaus                 | 14862   | Innes House                                |
| Longhill Mill                              | Lhanbryde 57° 38′ 48,4″ N, 3° 13′ 29,1″ W                 | Mühle                      | 14871   | Longhill Mill                              |
| Cairnfield House                           | nahe Buckie 57° 38′ 53″ N, 2° 58′ 56,4″ W                 | Herrenhaus                 | 15517   |                                            |
| Temple of Pomona                           | Cullen 57° 41′ 31,7″ N, 2° 49′ 58,6″ W                    | Folly                      | 15520   |                                            |
| St Gregory’s Church                        | nahe Buckie 57° 38′ 20,7″ N, 2° 59′ 24,6″ W               | Kirche                     | 15524   | St Gregory’s Church                        |
| Pfarrhaus der St Gregory’s Church          | nahe Buckie 57° 38′ 21,1″ N, 2° 59′ 22,7″ W               | Pfarrhaus                  | 15525   | Pfarrhaus der St Gregory’s Church          |
| Leitcheston Dovecot                        | nahe Buckie 57° 38′ 54,1″ N, 3° 0′ 28,8″ W                | Taubenhaus                 | 15540   |                                            |
| Letterfourie House                         | nahe Buckie 57° 38′ 49,9″ N, 2° 55′ 45,3″ W               | Herrenhaus                 | 15541   |                                            |
| Craigmin Bridge                            | nahe Buckie 57° 38′ 44″ N, 2° 56′ 16,9″ W                 | Brücke                     | 15542   | Craigmin Bridge                            |
| Blervie Mains House                        | nahe Forres 57° 35′ 37,8″ N, 3° 34′ 13″ W                 | Villa                      | 15582   |                                            |
| Foresters’ Cottages                        | nahe Forres 57° 34′ 23,1″ N, 3° 38′ 19,3″ W               | Wohngebäude                | 15599   |                                            |
| Stallungen von Altyre House                | nahe Forres 57° 34′ 17,1″ N, 3° 36′ 43,9″ W               | Stallungen                 | 15607   |                                            |
| Mains of Mayen                             | nahe Milltown of Rothiemay 57° 31′ 5,2″ N, 2° 42′ 42,1″ W | Bauernhof                  | 15610   | Mains of Mayen                             |
| Scheune der Mains of Rothiemay             | nahe Milltown of Rothiemay 57° 31′ 25,7″ N, 2° 45′ 3,5″ W | Scheune                    | 15618   |                                            |
| Old Spey Bridge                            | Fochabers 57° 37′ 12,2″ N, 3° 6′ 22,8″ W                  | Brücke                     | 15645   | Old Spey Bridge                            |
| Coxton Tower                               | nahe Lhanbryde 57° 37′ 50,2″ N, 3° 14′ 15,8″ W            | Tower House                | 15774   | Coxton Tower                               |
| Innes Enclosure                            | Lhanbryde 57° 38′ 7,3″ N, 3° 13′ 16,9″ W                  | Friedhof                   | 15797   | Innes Enclosure                            |
| Pittensair                                 | nahe Lhanbryde 57° 37′ 49,5″ N, 3° 12′ 12,6″ W            | Villa                      | 15803   | Pittensair                                 |
| Kininvie House                             | nahe Craigellachie 57° 28′ 53,6″ N, 3° 8′ 15,2″ W         | Herrenhaus                 | 15862   | Kininvie House                             |
| Mortlach Parish Church                     | Dufftown 57° 26′ 19,6″ N, 3° 7′ 41,2″ W                   | Kirche                     | 15864   | Mortlach Parish Church                     |
| Blairs Home Farm                           | nahe Forres 57° 34′ 33,6″ N, 3° 37′ 36,2″ W               | Bauernhof                  | 17429   | Blairs Home Farm                           |
| St Margaret’s Episcopal Church             | Aberlour 57° 28′ 21,4″ N, 3° 12′ 56,1″ W                  | Kirche                     | 20872   | St Margaret’s Episcopal Church             |
| Victoria Bridge                            | Aberlour 57° 28′ 13,5″ N, 3° 13′ 54,2″ W                  | Brücke                     | 20873   | Victoria Bridge                            |
| St Peter’s Church                          | Buckie 57° 40′ 25,1″ N, 2° 58′ 32,1″ W                    | Kirche                     | 22720   | St Peter’s Church                          |
| Telford House                              | Burghead 57° 42′ 9,5″ N, 3° 29′ 52,2″ W                   | Speicher                   | 22747   | Telford House                              |
| Kapelle des Convent of Mercy               | Elgin 57° 38′ 52,5″ N, 3° 18′ 34,6″ W                     | Kirche                     | 30681   | Kapelle des Convent of Mercy               |
| Convent of Mercy                           | Elgin 57° 38′ 52″ N, 3° 18′ 34,2″ W                       | Kloster                    | 30682   | Convent of Mercy                           |
| Little Cross                               | Elgin 57° 38′ 56″ N, 3° 18′ 36″ W                         | Marktkreuz                 | 30709   | Little Cross                               |
| St Giles Church                            | Elgin 57° 38′ 55,4″ N, 3° 18′ 55,3″ W                     | Kirche                     | 30713   | St Giles Church                            |
| Elgin Museum                               | Elgin 57° 38′ 56,7″ N, 3° 18′ 36,3″ W                     | Museum                     | 30714   | Elgin Museum                               |
| Braco’s Banking House                      | Elgin 57° 38′ 56,3″ N, 3° 18′ 37″ W                       | Wohn- und Geschäftsgebäude | 30720   | Braco’s Banking House                      |
| Duke of Gordon’s Monument                  | Elgin 57° 38′ 53,8″ N, 3° 19′ 21,2″ W                     | Denkmal                    | 30775   | Duke of Gordon’s Monument                  |
| 42–46 High Street                          | Elgin 57° 38′ 55,9″ N, 3° 18′ 46″ W                       | Wohn- und Geschäftsgebäude | 30779   |                                            |
| 50–52 High Street                          | Elgin 57° 38′ 55,9″ N, 3° 18′ 47,2″ W                     | Wohn- und Geschäftsgebäude | 30780   | 50–52 High Street                          |
| South Villa                                | Elgin 57° 38′ 42,1″ N, 3° 18′ 40,4″ W                     | Villa                      | 30839   |                                            |
| Dr Gray’s Hospital                         | Elgin 57° 38′ 45″ N, 3° 19′ 42,9″ W                       | Krankenhaus                | 30864   | Dr Gray’s Hospital                         |
| Anderson’s Institution                     | Elgin 57° 38′ 52,5″ N, 3° 18′ 18,2″ W                     | Schule                     | 30895   | Anderson’s Institution                     |
| Ingleside                                  | Elgin 57° 38′ 48,7″ N, 3° 19′ 41,7″ W                     | Villa                      | 30914   |                                            |
| Tolbooth von Forres                        | Forres 57° 36′ 36,1″ N, 3° 36′ 46,7″ W                    | Rathaus                    | 31692   | Tolbooth von Forres                        |
| 102 High Street                            | Forres 57° 36′ 34,6″ N, 3° 36′ 49,6″ W                    | Geschäftsgebäude           | 31704   | 102 High Street                            |
| St John’s Church                           | Forres 57° 36′ 45,5″ N, 3° 36′ 25,7″ W                    | Kirche                     | 31769   | St John’s Church                           |
| St Thomas’s Church                         | Keith 57° 32′ 19,1″ N, 2° 57′ 14,9″ W                     | Kirche                     | 35623   | St Thomas’s Church                         |
| St Rufus Church                            | Keith 57° 32′ 37,5″ N, 2° 57′ 14,3″ W                     | Kirche                     | 35629   | St Rufus Church                            |
| Keith Old Bridge                           | Keith 57° 32′ 37,2″ N, 2° 57′ 28,4″ W                     | Brücke                     | 35661   | Keith Old Bridge                           |
| Strathisla                                 | Keith 57° 32′ 47,4″ N, 2° 57′ 15,4″ W                     | Industriebauwerk           | 35679   | Strathisla                                 |
| Covesea Skerries Lighthouse                | nahe Lossiemouth 57° 43′ 26,8″ N, 3° 20′ 18,6″ W          | Leuchtturm                 | 37605   | Covesea Skerries Lighthouse                |
| Lossiemouth Fisheries and Community Museum | Lossiemouth 57° 43′ 23,8″ N, 3° 16′ 47,5″ W               | Museum                     | 37609   | Lossiemouth Fisheries and Community Museum |